# Gábor Urbán
Gábor Urbán (ur. 30 grudnia 1984 w Budapeszcie) – węgierski piłkarz występujący na pozycji napastnika w węgierskim klubie Alsónémedi SE.

## Sukcesy

### Klubowe
MTK Budapeszt
- Mistrzostwo Węgier: 2007/2008